# Tel Nitzana

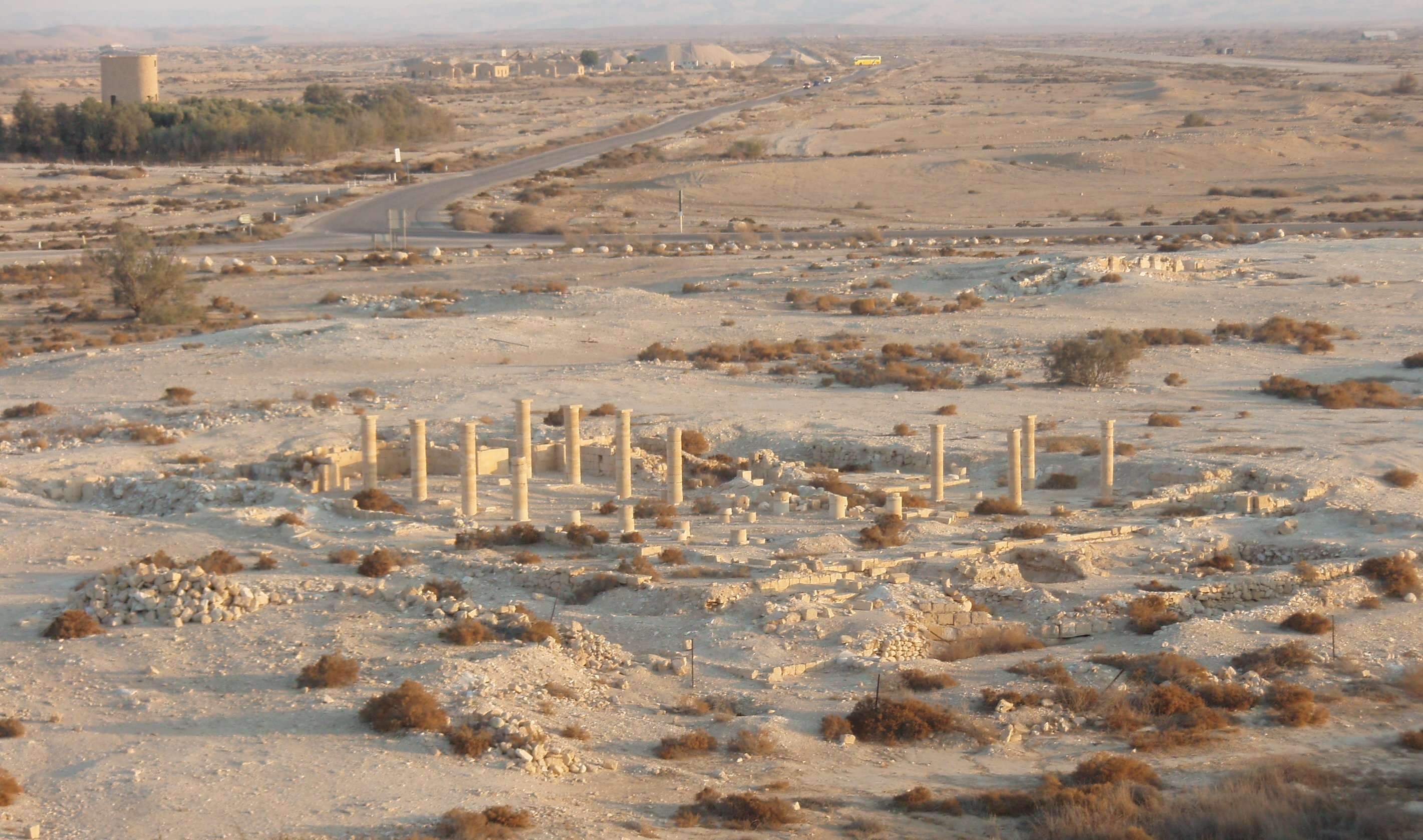
Tel Nitzana

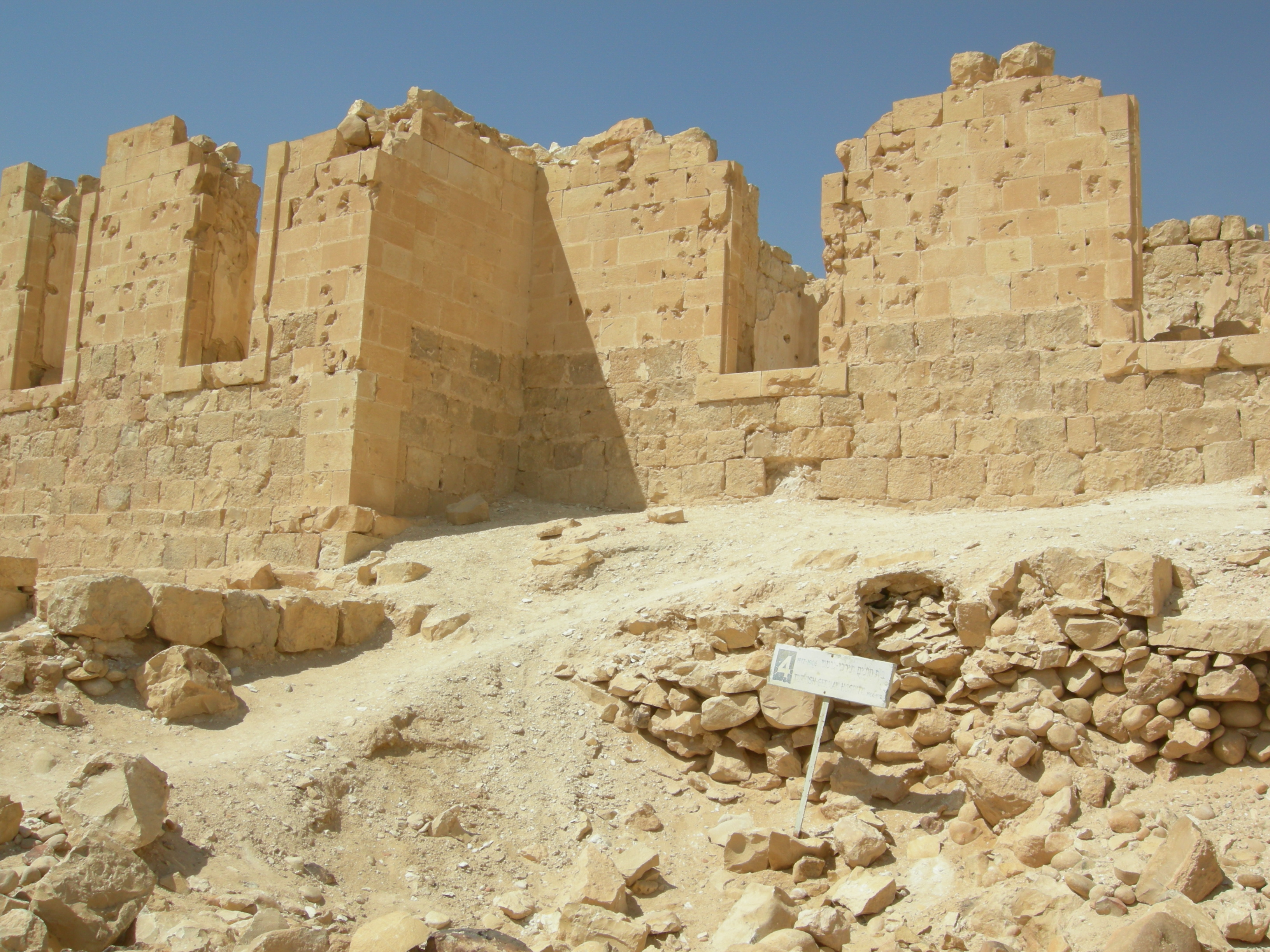
Deutsch-türkisches Krankenhaus (1906–1917), erbaut auf den Ruinen des römisch-byzantinischen Kastells von Nessana.

Tel Nitzana (hebräisch תל ניצנה; Tell heißt Siedlungshügel) ist ein antiker Siedlungshügel in Israel an der Grenze zur Sinai-Halbinsel in unmittelbarer Nähe zu Nitzana. Hier befand sich die antike Siedlung Nizana (Νιζάνα) oder Nessana. Sie zählt zum Regionalverband Ramat Negev (hebräisch מועצה אזורית רמת נגב Mo'azza Asorit Ramat Negew).

## Forschungsgeschichte
Erste Ausgrabungen fanden 1935 bis 1937 unter Leitung von Harris Dunscombe Colt statt. Im Sommer 1986 haben Dan Orman und Joseph Shereshevsky damit begonnen, die Überreste der Siedlung auszugraben. Bei den Ausgrabungen wurden die Fundamente von Wohngebäuden, Treppen bis an die Spitze des Hügels und einer Kirche sowie einer Kapelle freigelegt. Heute ist das Areal als Nationalpark ausgewiesen.
Im Jahr 2006 wurde das Archäologische Museum in der nahegelegenen Wüstenstadt Nitzana (hebräisch נִצָּנָה, ניצנה) in der westlichen Negevwüste nach Ben-Zion Chalfon benannt.

## Geschichte

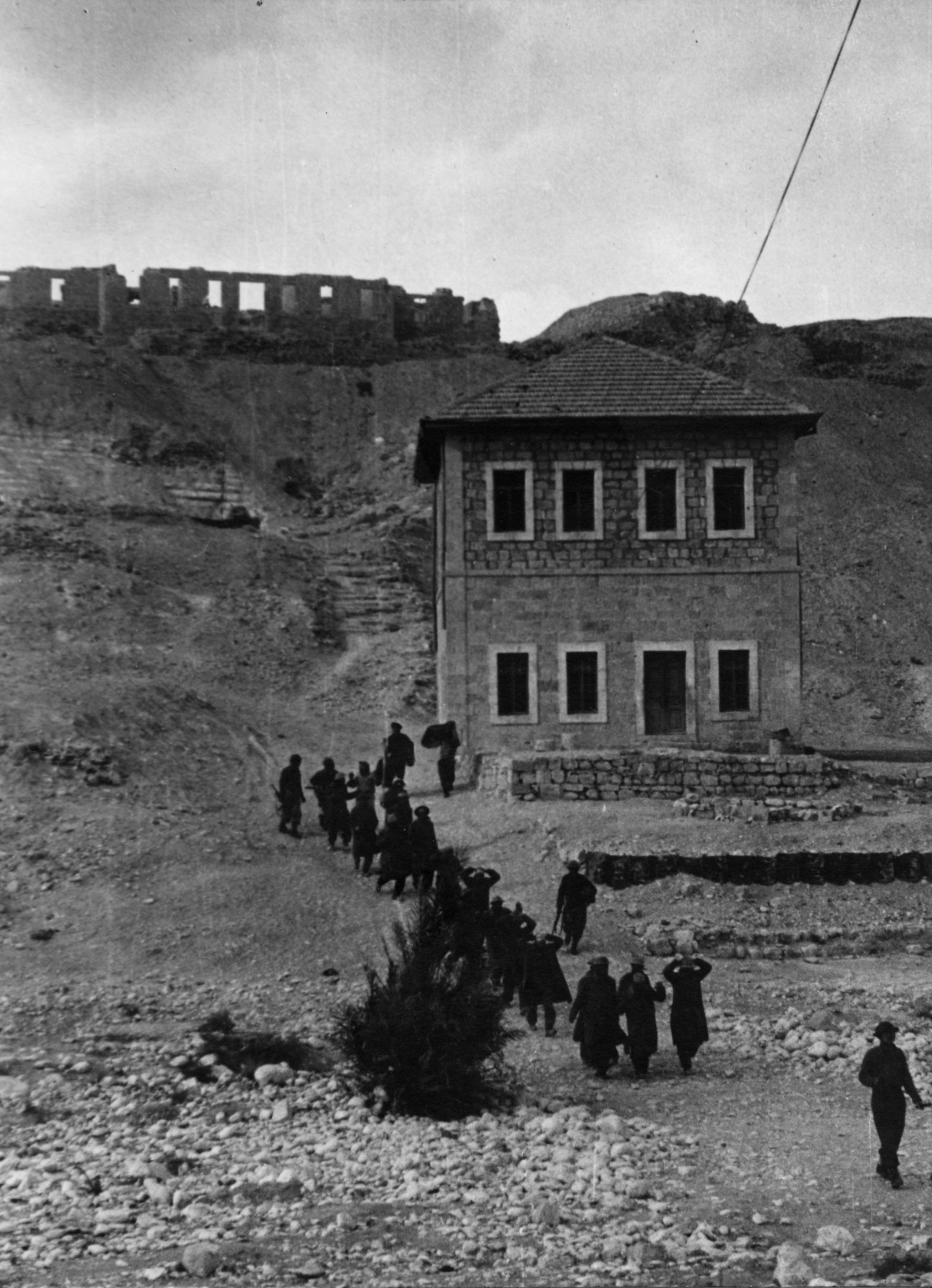
Der israelische Palmach, um 1948. Ägyptische Gefangene. Bild aus dem Bestand der Palmach

Die Wurzeln der frühesten Siedlungsgeschichte reichen zurück bis ins 3. Jahrhundert v. Chr. als Stadt der Nabatäer.
Die Siedlung war ein Handelsposten auf dem Weg von Eilat nach Gaza. Im frühen 2. Jahrhundert n. Chr. verlegte Kaiser Hadrian den Handelsweg von Eilat nach Damaskus. Dennoch wuchs Nessana während der römischen und später byzantinischer Herrschaft. Im späten 3. Jahrhundert n. Chr. wurde das Kastell mit Stallungen für Pferde und Kamele erweitert. Im 4. Jahrhundert wurde der Ort bis zur Kirche am nördlichen Ende der Siedlung befestigt. Im 7. Jahrhundert kam 60 Meter südöstlich des Kastells eine Marienkirche hinzu.

## Papyrus-Funde
Bei Ausgrabungen von 1935 bis 1937 wurden an dieser Stelle ein größerer Komplex von Schriftrollen des 6. und 7. Jahrhunderts in Griechisch und Arabisch entdeckt, die über den Alltag und das Leben in der nach-nabatäischen Gesellschaft zwischen 505 und 689 n. Chr. informieren, der letzten Phase der byzantinischen Verwaltung und der frühesten Phase des arabischen Islam. Die Schriften haben dies von allen bisherigen Funden in diesem Gebiet des Negev am besten dokumentiert. Das Steuerregister von 587 bis 589 weist die Stadt mit 1.500 Einwohnern und 116 Häusern aus. Zu dieser Zeit war die Route von Gaza nach Eilat wiederhergestellt und Pilger besuchten das Katharinenkloster.
Es wurden private Dokumente und Zeugnisse überwiegend offiziellen Charakters gefunden, darunter ein Textfragment von Vergil und ein lateinisch-griechisches Glossar der Aeneis, Fragmente des Johannesevangeliums (Papyrus 59) und Funde aus Kirchenarchiven des frühen 7. Jahrhunderts sowie die persönlichen Papiere eines Georgios, Sohn des Patrikios sowie Archive einer Militäreinheit, des Numerus der treuesten Theodosianer. Die Namensforschung zeigt, dass die meist nabatäischen Einwohner der Stadt während des 1. Jahrhunderts christianisiert und romanisiert wurden. Sie dokumentiert auch die Übernahme der Herrschaft durch einen byzantinischen Patriarchen. Viele Ortsnamen des Negev sind ausschließlich aus diesen Schriften bekannt. Eine der jüngeren Schriftrollen beschreibt die Münzprägung unter Abd al-Malik, dessen Kalifat die römische Vorherrschaft mit militärischer Gewalt ablöste.
Nach dem Einzug des Islam nahm die Bevölkerung stetig ab, bis die Siedlung im 8. Jahrhundert aufgegeben wurde.